# Ta bouche
Ta bouche est une opérette française en trois actes de Maurice Yvain, Albert Willemetz et Yves Mirande, créée à Paris en 1922.

## Argument
Bastien, fils de M. du Pas-de-Vis, et Eva, fille d'une comtesse, sont tombés amoureux lors de leurs vacances au bord de la mer. Leurs parents, au départ favorables à des fiançailles, se rétractent lorsqu'ils apprennent de leurs domestiques respectifs l'absence de fortune potentielle. Les deux familles sur la paille partent rapidement, bien que les tourtereaux aient déjà consommé leur potentielle union...
A leur retour dans la station balnéaire, Bastien et son père se sont mariés : le premier à une femme laide, l'autre à son ancienne domestique Mélanie, qui a hérité d'une petite fortune. Ils revoient encore Eva et sa mère : Eva papillonne auprès des grandes fortunes mais garde son indépendance, tandis que sa mère a épousé son ancien valet de chambre, Jean, ayant lui aussi fait fortune. Eva et Bastien se rapprochent à nouveau, conscients d'être encore amoureux. Mais ils sont encore séparés par les circonstances, la révélation de l'infortune conjugale de Bastien le vexant durablement.
Troisième retour à l'hôtel : Jean et Mélanie ont divorcé de leurs conjoints respectifs pour s'épouser, et se passer d'une vie de luxe qui ne leur convenait pas tant. M. du Pas-de-Vis et la comtesse filent un amour a priori passionné, tandis que Bastien et Eva retombent enfin, et totalement, dans les bras l'un de l'autre.

## Fiche technique
- Titre : Ta bouche
- Genre : Opérette (en trois actes)
- Musique : Maurice Yvain
- Lyrics : Albert Willemetz
- Livret : Yves Mirande
- Mise en scène : Edmond Roze
- Décors : Émile Bertin
- Direction musicale : Victor Le Bailly
- Date de la première : 1er avril 1922
- Date de la dernière : 21 mai 1923
- Nombre de représentations : 416
- Lieu : Théâtre Daunou, Paris

## Distribution originale
- Victor Boucher : Bastien
- Guyon fils : M. du Pas-de-Vis
- Gabin : Jean Leduc
- Jeanne Saint-Bonnet : Eva
- Jane Cheirel : la comtesse
- Mary-Hett : Mélanie
- Christiane Dor : Marguerite
- Paulette Dorisse : Mag
- Luce Nady : Margot

## Adaptation à Broadway
- 1923-1924 : Ta bouche (One Kiss), adaptation de Clare Kummer, avec Louise Groody (Eva) et Josephine Whittell (Fulton Theatre, Broadway, New York)